# Göpfersdorf
Göpfersdorf es un municipio situado en el distrito de Altenburger Land, en el estado federado de Turingia (Alemania), a una altitud de 260 metros. Su población a finales de 2016 era de unos 240 habitantes y su densidad poblacional, 40 hab/km².
Se conoce la existencia de la localidad desde 1336 y en 1413 ya se menciona su iglesia gótica. Antes de la unificación de Turingia en 1918, la localidad pertenecía al ducado de Sajonia-Altemburgo.
No pertenece a ninguna mancomunidad (Verwaltungsgemeinschaft), ya que las funciones de mancomunidad las realiza el vecino municipio de Nobitz. En su término municipal se incluye desde 1950 la pedanía de Garbisdorf, localidad de unos ochenta habitantes ubicada unos quinientos metros al norte de Göpfersdorf.
Se encuentra junto a la frontera con el estado de Sajonia.